# Branislav Simić
Branislav Simić (Gornja Rogatica, Yugoslavia, 21 de marzo de 1935) es un deportista yugoslavo retirado especialista en lucha grecorromana donde llegó a ser campeón olímpico en Tokio 1964.

## Carrera deportiva
En los Juegos Olímpicos de 1964 celebrados en Tokio ganó la medalla de oro en lucha grecorromana estilo peso medio, por delante del luchador checoslovaco Jiří Kormaník (plata) y del alemán Lothar Metz (bronce). Cuatro años después, en las Olimpiadas de México 1968 ganó el bronce en la misma modalidad.